# アメデーオ6世・ディ・サヴォイア

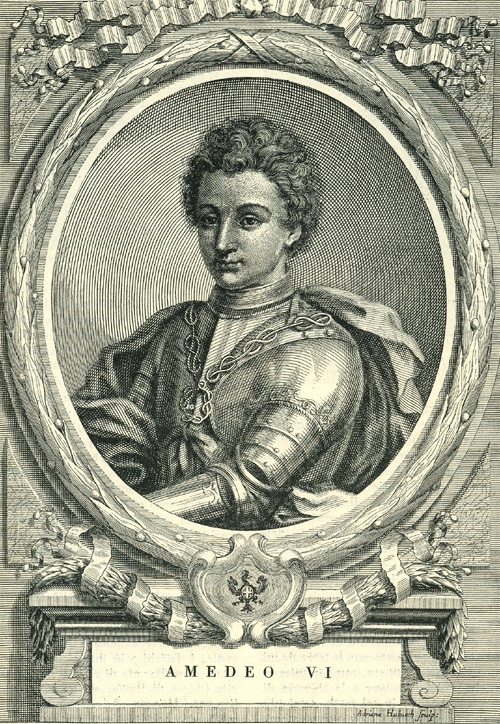
アメデーオ6世

サヴォイア伯の紋章

アメデーオ6世・ディ・サヴォイア（イタリア語：Amedeo VI di Savoia, 1334年1月4日 - 1383年3月1日）は、サヴォイア伯（在位：1343年 - 1383年）。緑伯（Il Conte Verde）とよばれた。サヴォイア伯アイモーネとヴィオランテ・ディ・モンフェッラートの長男。最初は摂政のもとでの統治であったが、強力な指導者であることを示し、政治的および軍事的にヨーロッパの大国としてのサヴォイアの台頭を続けた。 また、ヨーロッパに移動していたトルコ人に対する十字軍に参加した。

## 生涯

### 生い立ち
1343年に父アイモーネが死去し、アメデーオ6世がサヴォイア伯位を継承した。しかしアメデーオ6世はわずか9歳であったため、父の遺言により2人の従兄弟ジュネーヴ伯アメデ3世およびヴォー領主ルイージ2世が摂政とされた。2人は摂政としての権力を制限する文書に同意した。どちらも他方の同意なくしては重要な決定を下すことができず、両者の決定は伯領内のすべてのバイイを代表する貴族の評議会により審査されることとなった。
アメデーオ6世が伯位を継承してまもなく、従姉妹ジョヴァンナ・ディ・サヴォイアが再びサヴォイア伯領の継承権を主張した。ジョヴァンナはアメデーオ6世の伯父エドアルドの一人娘であったが、サヴォイアがサリカ法に準じていたため、すでに継承権を否定されていた。ジョヴァンナは翌年に死去したが、アメデーオ6世を困らせるため遺言によりサヴォイア伯領をオルレアン公フィリップに遺した。1345年、アメデーオ6世はかつて父アイモーネとジョヴァンナとの間の合意に近い形で交渉を行い、年5,000リーブルでフィリップの主張を取り下げさせた。
アメデーオは身体的にも精神的にも教育を施され、戦闘や乗馬の訓練を楽しんだ。また、『軍事論』などの古典や『君主の統治について』など比較的新しい書物についても教育を受けた。アメデーオはまた宗教的献身を示し、携帯用の祭壇と、彼がどこにいても毎朝彼のためにミサを行う牧師の権利を要求した。アメデーオは自分にとって自身の健康よりも頻繁に断食することを誓い、その後ローマ教皇クレメンス6世にこれらの誓いから解放するよう求めた。教皇はこれに同意し、代わりに毎週12人の貧者を養うよう求めた。
アンジュー家の若きナポリ女王ジョヴァンナ1世が王位についたとき、北イタリアの君主たちは、彼女の経験不足を利用してナポリの領地を手に入れようとした。モンフェッラート侯ジョヴァンニ2世が最初の攻撃を主導し、一方でアメデーオの又従兄弟で家臣のピエモンテ領主ジャコモが女王を支援した。1345年に最初の軍が撃退された後、ジャコモの領地が攻撃された。1347年、ジャコモはアメデーオに支援を求め、アメデーオは軍を派遣した。その軍隊その年の7月に攻撃者を一掃し、アマデウスは最後の数週間、戦闘に参加した。ジャコモはその後、かつてサヴォイア家の敵であったヴィエノワのドーファン・アンベール2世とサルッツォ侯トンマーゾ2世の助けを借りた。ジャコモらはともにアンジュー家の領地を獲得した。教皇クレメンス6世は1348年に戦いを終わらせるため休戦の交渉を行ったが、これには戦いに参加した誰もが満足しなかった。
1348年から1351年にかけて、黒死病によりサヴォイア領が荒廃し、いくつかの村で人口が半減した。1348年、農民の多くはユダヤ人が井戸や泉に毒を入れたことが原因と考えた。何人かの城主はユダヤ人を保護しようとしたが、かなりのユダヤ人が殺害された。シャンベリでは、ユダヤ人は保護のため城に閉じ込められていたが、暴徒が侵入し何人かが殺された。その後廷臣らは、残りの1人を毒を持ったかどで有罪にするよう圧力をかけられ、11人を処刑し、残りの1人にその後6年間1ヶ月あたり160フローリンの罰金を科した。
1349年、アメデーオはジュネーヴ伯アメデ3世、ピエモンテ領主ジャコモ、ヴィスコンティ家およびミラノの支配者らとの間で、相互防衛と援助のため条約に合意した。この条約には、ガレアッツォ2世・ヴィスコンティとアメデーオの妹ビアンカ・ディ・サヴォイアの結婚も含まれていた。1350年におこなわれたその結婚を記念して、アメデーオは黒鳥騎士団（Companie du Cigne Noir）を創設した。
1349年、最後のヴィエノワのドーファンとなったアンベール2世・ド・ラ・トゥール・デュ・パンが、自身の地位と領地を後にフランス王となるシャルルに譲った。この時、新たにドーファンとなったシャルルはフランス王シャルル4世の孫であり、法定推定相続人で後にフランス王となったジャン2世の息子であった。アンベール2世はドミニコ会修道院に隠棲した。

### サヴォイア伯として
1350年、シオン司教でサヴォイアの同盟者であるギシャール・タヴェルは、サヴォイアの辺境であるヴァレーの貴族らの権利を奪おうとした。このため1351年8月、ギシャールらは攻撃を受けた。教皇クレメンス6世はこの反乱者たちを破門にし、アメデーオは30名の騎士を送った。これに応じて8000人の農民が立ち上がり、いくつかの城を占領した。これに対して100人の騎士が送り込まれ、反乱軍を押し返した。1352年3月、アメデーオはジュネーヴ伯アメデ3世およびジョヴァンニ2世・ディ・モンフェッラートを含む軍を編成し、アメデーオは4月に反乱軍を一掃した。反乱軍はすぐに降伏し、アメデーオはかつて伯父エドアルドが失ったシオンに対する支配権を再び確立した。
1352年夏、ジュネーヴ伯アメデ3世の叔父でドーフィネの貴族ユーグ・ド・ジュネーヴは、サヴォイアとの長年の対立を再び引き起こした。アメデーオは、サヴォイアとドーフィネの間で結ばれた条約に関して、ジュネーヴ伯アメデ3世を侮辱したため、アメデ3世は評議会を去り、ヴォー領主ルイージ2世に代わり評議員となったギヨーム・ド・ラ・ボームに異議を唱えた。1352年1月6日、アメデーオは争いにおける相互援助のためオーストリア公アルブレヒト2世と同盟を結んだ。そしてアメデーオはイタリアの領地から戦いのために兵を集めた。アメデーオの軍はアルプス山脈を越えた時、ヴァレーおよびシオンにおいて反乱が新たに勃発した。そこでアメデーオは軍をヴァレーおよびシオンに戻し、11月3日に反乱軍を完全に倒した。4日の朝、相談役のギヨームがアメデーオを騎士とした。その後、アメデーオはシオンの壁の一部を取り壊し、軍が街を略奪した。また、アメデーオは市民に多額の罰金を科した。
アメデーオは19歳の誕生日を祝ったときに、兜に緑の羽飾り、鎧に緑の絹の陣羽織をつけ、そして緑の馬衣をつけた馬に乗ってトーナメントに出場したことから、緑伯というあだ名で呼ばれた。アメデーオは緑の服を着た11名の騎士と共に入り、それぞれが緑のドレスをまとった婦人に先導され、婦人らは緑の紐で馬を引いていた。この時より、緑はアメデーオの服や宮廷で好んで用いられるようになった。
1353年春、アメデーオはドーフィネを攻撃するため軍の準備を行った。フランス王ジャン2世は百年戦争を続けるにあたり、対イングランド戦においてガスコーニュで両軍を使うことを望んでいたため、7月に介入して休戦となった。しかし、ユーグ・ド・ジュネーヴはすくにこの休戦を破った。そこでアメデーオは10月26日から11月11日までジェクスにおいてユーグの軍を包囲し、アメデーオは敵を倒し町を焼き払った。教皇インノケンティウス6世やジャコモが休戦を話し合うため使者を送ったが、アメデーオとユーグは1354年4月まで戦いを続け、この戦いはアメデーオがレ・ザブレ近郊でユーグの軍を破ったことで終結した。
1355年、パリ条約が締結され、アメデーオはフォーシニーとジェクス伯領の主権の承認、およびジュネーブ伯の封主となることと引き換えに、ローヌ川とギエ川の向こうにあるドーフィネの領地を放棄することに同意した。これらの称号はすべて、サヴォイア伯とヴィエノワのドーファンとの間でこれまで争われていたものであった。
アメデーオは、コル・デ・ラルジャンティエール峠（フランスとイタリアの国境にある現在のマッダレーナ峠）の領地を計60,000エキュで購入したとされる。コル・デ・ラルジャンティエールはリヨンとイタリアを結ぶ峠であり、戦略的にも商業的にも非常に重要であった。

### 十字軍

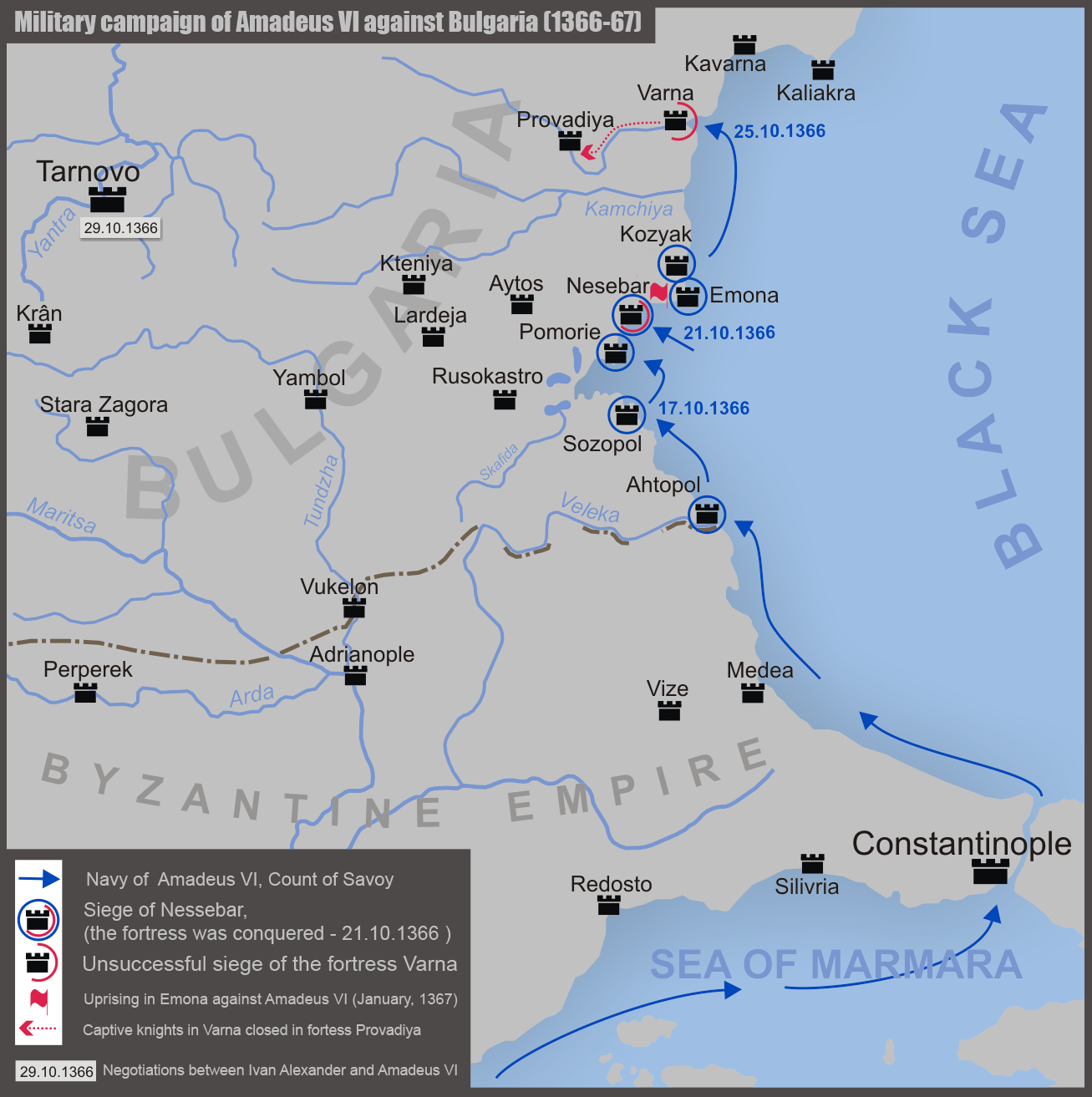
ブルガリアに対するアメデーオ6世の遠征（1366年 - 1367年）

アメデーオは、1366年にオスマン帝国のムラト1世に対し小規模な十字軍（15隻の船と1,700人の兵士）を開始し（サヴォイア十字軍）、従兄弟でアメデーオの叔母アンナ・ディ・サヴォイアの息子の東ローマ皇帝ヨハネス5世パレオロゴスを支援した。この遠征において、アメデーオはレスボス島領主フランチェスコ1世とハンガリー王ラヨシュ1世と協力し、トルコ人をガリポリ半島から追い出した。しかしこの勝利は短命で終わり、数年後にムラト1世にガリポリを奪われた。この時、ヨハネス5世がブルガリア兵に捕らえられ、アメデーオは軍とともにブルガリアに向かい、メセンブリアおよびソゾポルの黒海の港を占領した。その後、アメデーオはヴァルナを包囲し、ブルガリア皇帝イヴァン・アレクサンダルに、ヨハネス5世を解放するかさらなる敗北を喫するかの最後通牒を送った。 イヴァン・アレクサンダルはヨハネス5世を解放し、アメデーオは冬を過ごすためメセンブリアに向かい、クリスマス前にヨハネス5世とともに到着した。

### その後
1372年から1373年にかけて、アメデーオはヴィスコンティ家に対する教皇連合軍として、イタリアにおいてクシー領主アンゲラン7世と共に戦った。
1377年、アメデーオはこの地域で最初の公共の機械式時計の設置を命じ、それを維持するために役人を任命した。
1381年にトリノにおいて、アメデーオはジェノヴァとヴェネツィアとの間を仲介して平和条約を結ばせ、これによりキオッジャ戦争とヴェネツィア・ジェノヴァ戦争が終結した。後にアメデーオは対立教皇クレメンス7世の説得により、ルイ1世・ダンジューのナポリ遠征に参加した。この遠征において、1382年にアメデーオはルイ1世と共にアブルッツォおよびプッリャの征服に成功した。しかし、アメデーオは1383年3月1日に伝染病により死去した

## 結婚と子女
アメデーオが若い頃、王室と婚姻を結ぶための交渉が何度か行われた。1338年、アメデーオは神聖ローマ皇帝カール4世の娘で3歳のマルガレーテと婚約した。また、1340年から1344年にかけて、フランス王フィリップ6世の姪ジャンヌ・ド・ブルボンと婚約した。この結婚により、15,000フローリンの持参金がもたらされることになっていた。しかし1347年にアメデーオはこの婚約を破棄し、フィリップ・ド・ブルゴーニュとオーヴェルニュ女伯ジャンヌ1世の娘ジャンヌと婚約した。これにより、アメデーオはジャンヌの弟ブルゴーニュ公フィリップ1世の相続人となったとみられる。3歳のジャンヌはサヴォイアの宮廷に連れてこられ、サヴォイアで育てられた。1351年夏、アメデーオはイングランド王エドワード3世に、エドワード3世の娘イザベラとの結婚を求めるため手紙を送った。しかしこの希望に対し、ジュネーヴ伯アメデ3世が抗議した。ジャンヌは1355年4月18日までサヴォイア宮廷にとどまったが、その後ポワシーの修道院に送られ、そこで生涯を終えた。
アメデーオは1355年にパリにおいてフランス王シャルル5世の義妹ボンヌ・ド・ブルボンと結婚した。2人の間には3子が生まれた。
- 娘（1358年） - 生まれて数週間で死去[28]
- アメデーオ7世（1360年3月[28] - 1391年11月1日） - サヴォイア伯。ベリー公ジャン1世の娘ボンヌ・ド・ベリーと結婚。
- ルドヴィーコ（1364年末生） - 生まれた年のうちに死去[29]